# 음력 8월 10일
음력 8월 10일은 음력 8월의 10번째 날이다.

## 사건
- 1949년 - 중화인민공화국 성립.

## 문화
- 2001년 - 대한민국 충청북도에서 CJB JOY FM 개국.

## 탄생
- 2007년 - 대한민국의 사격 선수 반효진.

## 사망
- 2014년 - 대한민국의 가수 은비. (레이디스 코드)

## 같이 보기
- 음력 360일: 1월 2월 3월 4월 5월 6월 7월 8월 9월 10월 11월 12월
- 전날:8월 9일 다음날:8월 11일 - 전달:7월 10일 다음달:9월 10일
- 양력:8월 10일
- 음력, 윤달